# ناپدری (فیلم ۱۹۸۷)
ناپدری (انگلیسی: The Stepfather) یک فیلم ترسناک روان‌شناختی آمریکایی به کارگردانی جوزف روبن که در سال ۱۹۸۷ منتشر شد، با بازی تری اوکوئین، جیل شولن و شلی هک است. در این فیلم اوکوئین در نقش یک قاتل سریالی با فرض هویت است که با زن بیوه همراه با یک دختراش ازدواج می‌کند. پس از کشتن خانواده قبلی و تغییر هویت، تمایلات قتل او پس از مشکوک شدن دخترخوانده‌اش به او ادامه می‌یابد. این فیلم عمدتاً بر اساس زندگی قاتل دسته جمعی جان لیست است، طرح داستان بیشتر با فیلم‌های اسلشر آن دوران مرتبط است.
این فیلم در ۲۳ ژانویه ۱۹۸۷ در آمریکا اکران شد و در گیشه ۲٫۵ میلیون دلار فروخت و با استقبال خوبی از سوی منتقدان مواجه شد. از آن زمان به بعد طرفدارانی پیدا کرد و پس از آن دو دنباله اسلشر، ناپدری ۲ (۱۹۸۹) و ناپدری ۳ (۱۹۹۲) و یک نسخه بازسازی شده به به همین نام در سال ۲۰۰۹ منتشر شد.

## داستان
مردی با ارزش‌های خانواد به نام جری بلیک (تری اوکوئین) در جستجوی خانواده‌ای عالی با زنان بیوه و طلاق گرفته و بچه‌دار ازدواج می‌کند. به محض اینکه اعضای خانواده جدیدش نشانه‌هایی از انسان بودن را نشان می‌دهند و نه روبات‌هایی که بی‌چون و چرا او آنها را می‌کشد. سپس ظاهر خود را تغییر می‌دهد، هویت جدیدی به خود می‌دهد و به شهر دیگری می‌رود تا مراسم مرگبار را از نو آغاز کند. او با سوزان مین (شلی هک) ازدواج می‌کند، که او را به عنوان پدر جایگزین ایده‌آل برای دختر نوجوانش استفانی (جیل شولن) می‌بیند، و به زودی به ترفندهای قدیمی خود می‌رسد، زمانی که او ثابت می‌کند که او یک نوجوان دردسرساز است.

## تولید
فیلمبرداری در ۱۶ اکتبر ۱۹۸۵ در ونکوور، بریتیش کلمبیا، کانادا آغاز شد و تا ژوئیه ۱۹۸۶ فیلم در مرحله پس از تولید بود و به دنبال یک شرکت توزیع کننده بود.